# Хван Хёнджин
Хван Хёнджин (кор. 황현진, 黃鉉辰; более известный как Хёнджин; род. 20 марта 2000, Сеул) — южнокорейский певец, рэпер и танцор. Является ведущим рэпером и танцором бой-бэнда Stray Kids.
Вне своей групповой деятельности был ведущим музыкальной телевизионной программы «Show! Music Core» в период с 2019 по 2021 год и является глобальным представителем люксовых брендов Versace, Cartier и Givenchy Beauty.

## Ранняя жизнь и образование
Хван Хёнджин родился 20 марта 2000 года в Сеуле, столице Республики Корея. В школьные годы попробовал себя во многих видах спорта, такие как лёгкая атлетика, плавание, теннис, бадминтон, лыжи, баскетбол и другие.
Хёнджин не имел танцевального образования до того, как стал начинающим айдолом. Его вычислил на улице сотрудник лейбла JYP Entertainment во время третьего года обучения в средней школе, когда он ходил за покупками со своей матерью.
Учился в школе исполнительских искусств Сеула (SOPA) и окончил её 15 февраля 2019 года. В 2019 году сдал тест на определение академических способностей в колледже (CSAT), после чего поступил в глобальный киберуниверситет, где учился на факультете практического языка.

## Карьера

### 2017—настоящее время: Stray Kids
В конце 2017 года Хёнджин участвовал в реалити-шоу Stray Kids, посвящённое формированию бой-бэнда с одноимённым названием. К моменту выхода первого эпизода шоу 17 октября участник проходил стажировку уже два года. После получения критики за своё исполнение он оказался под угрозой исключения в третьем и восьмом эпизодах, однако в обоих случаях был объявлен ему удалось избежать этого.
После утверждения Хёнджина участником группы, ему была присвоена возможность выступить в качестве автора текста песни «4419». Эта композиция была исполнена в сотрудничестве с Бан Чаном и Сынмином во время шоу, чтобы избегать своего исключения. Позднее лейбл JYP Entertainment включил все исполненные участниками Stray Kids песни во время шоу, в их предебютный мини-альбом Mixtape. Хёнджин официально дебютировал вместе с группой 25 марта 2018 года с выпуском мини-альбома I Am Not.
В 2019 году Хёнджин был объявлен одним из ведущих еженедельного музыкального телевизионного шоу «Show! Music Core» наряду с Чхани из SF9 и Миной из Gugudan. Исполнял работу соведущего с 16 февраля 2019 года по 20 февраля 2021 года (эпизоды с 621 по 714). Кроме этого, Хёнджин начал актёрскую деятельность в веб-сериале «Восемнадцать 2», появившись в качестве камео в финальном эпизоде наряду со своим одногруппником Ай Эном.
С февраля по июнь 2021 года Хёнджин был временно отстранён от группы из-за обвинений в издевательствах в школе, в связи с чем ему не удалось участвовать в большинстве выступлений Stray Kids во время телевизионного шоу «Kingdom: Legendary War», однако появился лишь только в первом эпизоде. После участия в музыкальном видеоклипе сингла «Mixtape: Oh» 26 июня 2021 года было объявлено, что Хёнджин официально возвращается в коллектив с июля и возобновляет свою групповую активность.
В августе 2023 года Хёнджин принял участие в ремиксе сингла «Rush» Троя Сивана вместе с певицей PinkPantheress, предоставив вокал для пре-хора и хука. Также наряду с одногруппниками Ханом и Феликсом исполнил кавер-версию песни «As I Told You» исполнителя Ким Сунджэ на фестивале «KBS Song Festival» 2022 года и выступил вместе с Йеджи из гёрл-группы Itzy с хореографированным дуэтом, объединив два своих популярных сольных танцевальных номера на фестивале «MBC Music Festival» 2023 года.
27 июня 2025 года состоялся релиз сингла «Always Love» американского певца D4vd, где Хёнджин участвовал в нём как приглашённый исполнитель. Песня дебютировала на 49-й позиции в чарте Hot Rock & Alternative Songs журнала Billboard, что дало Хёнджину новое попадание в другой чарт американского издания, кроме World Digital Song Sales, а также сделало его третьим K-pop-исполнителем после Сюги и Джей-Хоупа из BTS и первым K-pop-идолом четвёртого поколения, кому удалось попасть в Hot Rock & Alternative Songs.

## Артистизм

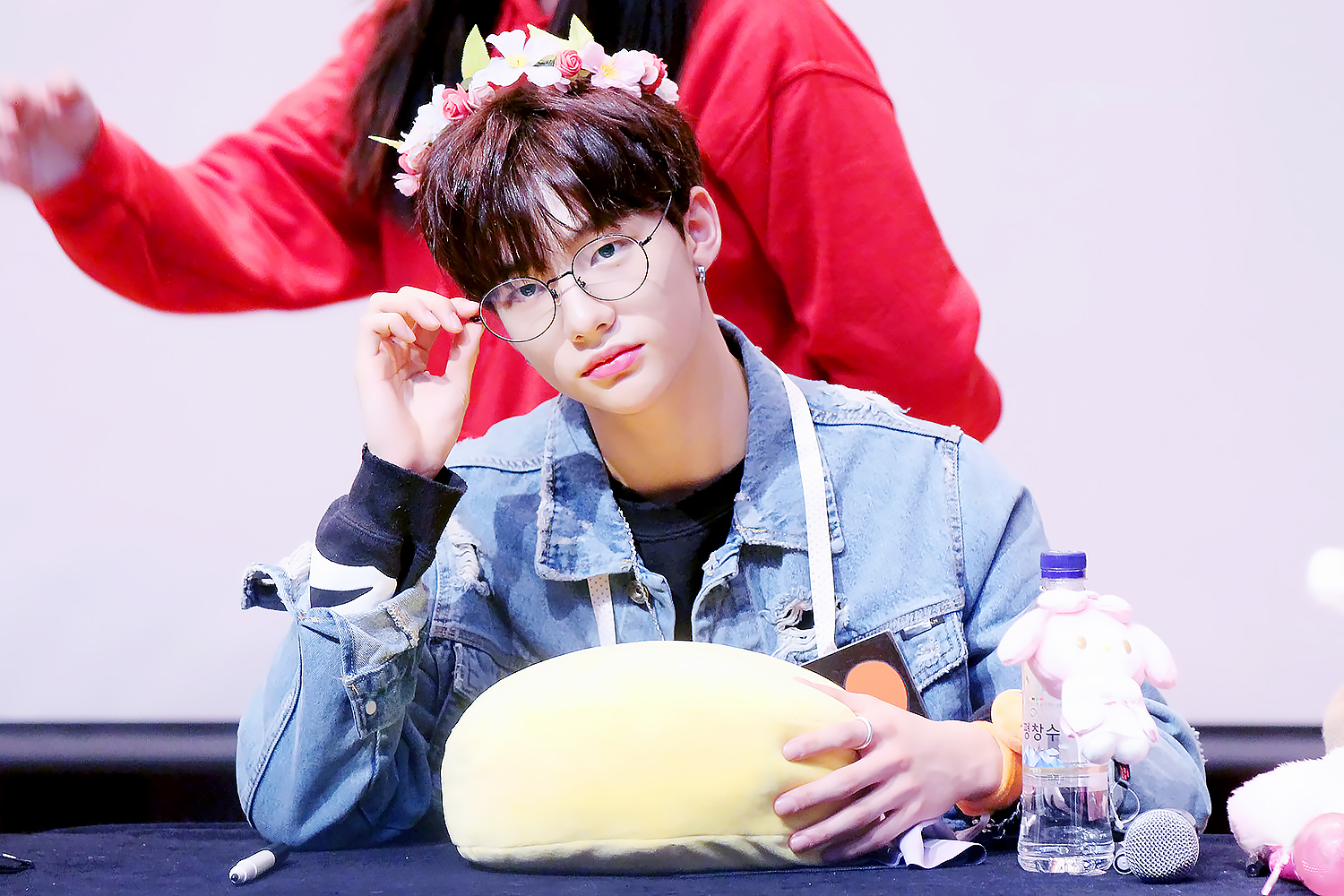
Хёнджин, январь 2018

Хёнджин известен своими танцевальными навыками, характеризующими точностью и выразительностью. Журналист Джек Лау в издании South China Morning Post отметил, что голос Хёнджина «обладает мягкостью и успокаивающим тембром, что демонстрирует его универсальность за пределами рэпа». Исполнитель не только выделяется своими танцевальными способностями, но и проявляет себя как рэпер и певец, что вносит значительный вклад в звучание и стиль исполнения группы. Кроме того, Хёнджин является талантливым визуальным художником и делится своими личными картинами в социальных сетях.

### Написание песен
Эмоции в текстах песен, которые я пишу, известны только мне. В каком-то смысле вам может показаться, что я настраиваю свои тексты на сложный лад. Мне нравится писать тексты, которые оставляют место для интерпретации. Я также получаю огромное удовольствие, когда слушаю чужую музыку и интерпретирую её по-своему. Так что если говорить о стиле, о котором вы упомянули, то я стараюсь, чтобы мелодия была легкой для восприятия, а тексты глубокими. Не знаю, насколько это удастся передать, но мои песни должны быть приятными для меня.
— Хёнджин о своём авторстве, Esquire Korea
Хёнджин является четвёртым по количеству аккредитаций автором песен группы Stray Kids, имея 30 регистрационных композиций согласно данным Корейской ассоциации авторских прав на музыку (KOMCA) на апрель 2025 года. Внёс значительный вклад в создание различных би-сайд композиций, включая четыре песни, исполненных некоторыми участниками: «Wow» в 2020 году, «Taste» и «Muddy Water» в 2022 году, а также «Red Lights» в 2021 году. Кроме того, Хёнджин выступил в качестве основного автора сингла «Dlmlu» из группового японского студийного альбома The Sound и «Cover Me» из мини-альбома Rock-Star.
Хёнджин был отмечен за свои достижения в качестве автора песен, особенно за работу над композициями с эмоциональными мелодиями и текстами.

#### SKZ-Record/Player и сольная музыка
По состоянию на сентябрь 2024 года, Хёнджин внёс вклад в групповой проект SKZ-Record/Player на YouTube. В нём содержатся оригинальные сольные песни Хёнджина, такие как «Little Star» (кор. 꼬마별), «Ice Cream», «Contradicting», «Long for You» и «Hey You». Песни «Little Star» (новое название «miss you»), «Ice Cream» и сингл «Love Untold» были включены в групповой цифровой сборник SKZ-Replay, выпущенный в декабре 2022 года. Остальные оригинальные песни Хёнджина из SKZ-Record/Player пока не получили широкого признания.
Кроме этого, Хёнджин участвовал с одногруппником Ай Эном в дуэте «Untitled» (кор. 미제) и принял участие в одной групповой танцевальной постановке наряду с Ли Ноу и Феликсом. Также создал две сольные танцевальные постановки: одну к песне «Play with Fire» американского певца Сэм Тиннеза с участием дуэта Йот Мани в 2022 году, другую к синглу «When the Party’s Over» певицы Билли Айлиш в 2020 году.
В сентябре 2024 года стало известно, что у Хёнджина есть несколько неизданных песен, включая сольную песню «Mic & Brush», которые он исполнил во время купольного тура «5-Star Dome Tour», и «So Good», исполненную на мировом туре «Dominate World Tour». Позже вторая была включена в групповой микстейп Hop, выпущенный 13 декабря. «So Good» занимал 24-ю позицию в Circle Download Chart в период 8 по 14 декабря 2024 года и 8-ю в World Digital Song Sales от журнала Billboard в период с 22 по 28 декабря.

### Предпочтения
Хёнджин слушает поп-музыку, в том числе музыку британской рок-группы Coldplay и американских певиц Оливии Родриго, Тейлор Свифт и Ланы Дель Рей. В качестве примера для подражания назвал Чинёна из бой-бэнда Got7.

## Вклад и влияние
Хёнджин постоянно занимал места в рейтинге Tumblr «Звёзды года жанра K-pop», занимая 28-е место в 2018, 18-е в 2019, 19-е в 2020, 9-е в 2021и 6-е в 2022 годах. В феврале 2024 года занял пятое место в рейтинге журнала Billboard «100 исполнителей жанра K-pop» 2024 года.
Музыкант также был назван «лидером выступлений в жанре K-pop» в статье, опубликованной в октябре 2021 года после его танцевального выступления в программе Studio Choom «Артист месяца» за октябрь. Хёнджину также приписывают возрождение тенденции длинных волос среди мужских K-pop идолов после того, как его кавер на песню «Psycho» группы Red Velvet на программе «Music Bank» стал вирусным.
В феврале 2023 года Хёнджин был назван одним из пяти лучших исполнителей Кореи в списке издания Forbes Korea «Top 30 under 30», став самым молодым в это время. 13 марта 2024 года модный журнал Vogue Business упомянул Хёнджина как знаменитость с самым высоким показателем вовлечённости в социальных сетях в сезоне Недели моды в Милане (более 37 %) во время показа «Осень-Зима 2024 года» от Versace.
На него ссылались как на источник вдохновения или влияния многие исполнители, в том числе Хару из Nexz и Юджин из Zerobaseone.

## Другая деятельность

### Мода и рекламные сделки

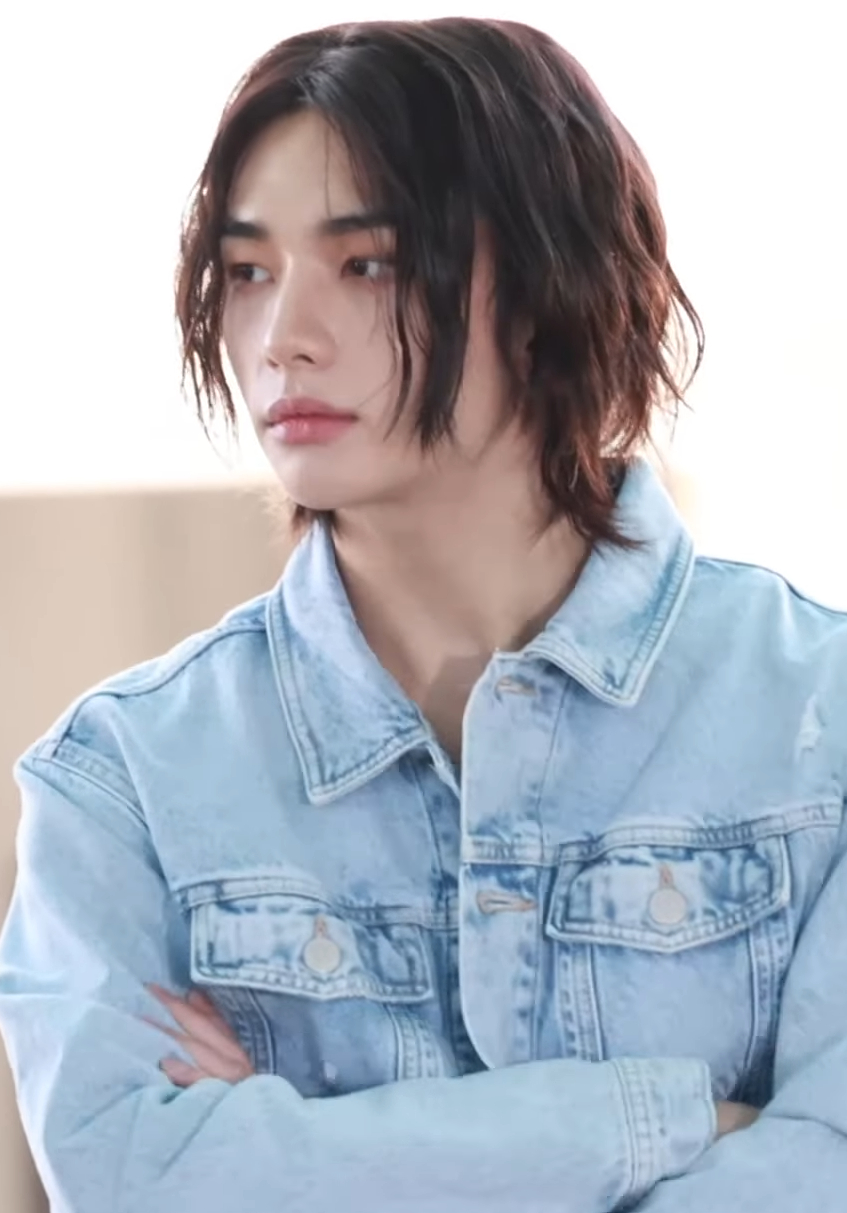
Хёнджин в мае 2024 года

Хёнджин наряду с одногруппником Ли Ноу появился в апрельском номере журнала Arena Homme + Korea в 2020 году. В 2021 году снова появился в февральском номере того же журнала вместе с Феликсом. Кроме того, как участник DanceRacha, появился в рекламной кампании кроссовок «Earth Beat» от Etro в том же году. 31 августа 2022 года вместе с Феликсом посетил мероприятие Tod’s на станции «Loop Station Iksun». В апреле 2024 года Хёнджин посетил мероприятие «Kilian Paris» для продвижения бренда в журнале W Korea.

#### Партнёрство с Versace
5 сентября 2022 года Хёнджин и Феликс отправились в Париж для посещения мероприятия «YSL Beauty X Dua Lipa». В мае 2023 года, после встречи с Дуа Липой, Хёнджин приглашён в Канны в качестве гостя в дебютном дефиле Липы под названием «La Vacanza» от Versace.
В июле 2023 года Хёнджин присутствовал на открытии поп-ап магазина Versace под названием «La Vacanza» в Сеуле. Позже в том же месяце был объявлен глобальным представителем Versace, став первым южнокорейским и азиатским послом этого бренда. Благодаря этому партнёрству, компания создала для исполнителя множество вещей на заказ, включая наряды, в которых выступал с группой на церемонии MTV Video Music Awards 2023 года, фестивале Lollapalooza в Париже и купольном туре «5-Star Dome Tour» в 2023 году. Хёнджин также использовал наряды Versace в музыкальных видеоклипах Stray Kids, включая синглы «S-Class» и «Chk Chk Boom». В 2024 году бренд предоставил для Хёнджина индивидуальные наряды для мирового тура «Dominate World Tour».
Позже стал лицом рекламной кампании Versace «Holiday 2023». После того, Хёнджин попал в ДТП в сентябре 2023 года, он отложил запланированное появление. В феврале 2024 года посетил свою первую Неделю моды в Милане соответственно в рамках продолжающегося сотрудничества с брендом. В сентябре 2024 года вновь посетил свою вторую Неделю моды в Милане, приняв участие в показе коллекции Versace «Весна—Лето 2025 года».

#### Партнёрство с Cartier
В июне 2023 года Хёнджин смоделирован для бренда Cartier в качестве звезды обложки Esquire Korea. В мае 2024 года снова снялся для бренда, став моделью обложки Elle Korea.
В сентябре 2024 года Хёнджин стал глобальным представителем Cartier, снявшись для бренда в номере журнала Esquire Korea за октябрь.

#### Сотрудничество с Givenchy Beauty
В феврале 2025 года Хёнджин был объявлен послом Givenchy Beauty и снялся для бренда в номере Marie Claire Korea за март 2025 года.

### Благотворительность
16 февраля 2023 года стало известно, что Хёнджин пожертвовал 100 миллионов вон через международную благотвортельную организацию The Promise для оказания помощи пострадавшим в результате землетрясения в Турции и Сирии. Благодаря своим пожертвованиям 30 марта, певец стал членом почётного клуба.
В ноябре 2023 года принял участие в мероприятии по сбору средств в рамках кампании «Love Your W» от журнала W Korea, направленной на повышение осведомленности о раке груди.
В 2024 году, в честь своего 24-го дня рождения, Хёнджин пожертвовал 100 миллионов вон «Snail of Love», организации, занимающейся социальным обеспечением людей с нарушениями слуха.
В свой 25-й день рождения, 20 марта 2025 года, певец пожертвовал медицинскому центру Samsung около 100 миллионов вон для покрытия расходов на лечение детей и подростков, а также для их эмоциональной поддержки.

## Личная жизнь

### Состояние здоровья
В июле 2022 года Хёнджин получил травму руки, повлиявшую на его участие в групповом мировом турне «Maniac World Tour».
20 сентября 2023 года Хёнджин вместе с Ли Ноу и Сынмином попали в дорожно-транспортное происшествие, в результате которого были получены незначительные травмы, что не позволило ему впервые участвовать в Неделе моды в Милане, которая состоялась в том же месяце того же года, а также повлияло на участие всего коллектива на фестивале «Global Citizen Festival» в Нью-Йорке.

## Дискография

### Песни

#### Как ведущий исполнитель
| Название                                                                        | Год  | Высшие позиции в чартах | Высшие позиции в чартах | Альбом            |
| Название                                                                        | Год  | KOR DL                  | US World                | Альбом            |
| ------------------------------------------------------------------------------- | ---- | ----------------------- | ----------------------- | ----------------- |
| «Ice.Cream»                                                                     | 2022 | —                       | —                       | SKZ-Replay        |
| «Love Untold»                                                                   | 2022 | 189                     | —                       | SKZ-Replay        |
| «Miss You» (кор. 꼬마별)                                                        | 2022 | —                       | —                       | SKZ-Replay        |
| «Contradicting»                                                                 | 2023 | —                       | —                       | Неальбомные песни |
| «Mic and Brush»                                                                 | 2023 | —                       | —                       | Неальбомные песни |
| «Long For You»                                                                  | 2024 | —                       | —                       | Неальбомные песни |
| «Hey You»                                                                       | 2024 | —                       | —                       | Неальбомные песни |
| «So Good»                                                                       | 2024 | 24                      | 8                       | Hop               |
| «Quill Pen» (кор. 낙서장)                                                       | 2024 | —                       | —                       | Неальбомная песня |
| «—» означает, что песня не попала в чарт или не была выпущена в данном регионе. |      |                         |                         |                   |

#### Как приглашённый исполнитель
| Название                                                                        | Год  | Высшие позиции в чартах | Высшие позиции в чартах | Высшие позиции в чартах | Высшие позиции в чартах | Высшие позиции в чартах | Альбом             |
| Название                                                                        | Год  | KOR BGM                 | UK Sales                | NZ Hot                  | US Rock                 | JPN Overs.              | Альбом             |
| ------------------------------------------------------------------------------- | ---- | ----------------------- | ----------------------- | ----------------------- | ----------------------- | ----------------------- | ------------------ |
| «Rush» (от Троя Сивана; с PinkPantheress)                                       | 2023 | —                       | —                       | 12                      | —                       | 20                      | Неальбомные синглы |
| «Untitled» (кор. 미제) (от Ай Эна)                                              | 2024 | —                       | —                       | —                       | —                       | —                       | Неальбомные синглы |
| «Always Love» (от D4vd)                                                         | 2025 | 73                      | 64                      | —                       | 49                      | 29                      | Неальбомные синглы |
| «—» означает, что песня не попала в чарт или не была выпущена в данном регионе. |      |                         |                         |                         |                         |                         |                    |

### Авторство
Всё авторство было приведено из данных Корейской ассоциации авторских прав на музыку, если не указан иной источник.
| Год              | Название песни                                      | Альбом            | Исполнитель                    | Текст | Текст                                                           | Музыка | Музыка                                                      |
| Год              | Название песни                                      | Альбом            | Исполнитель                    | Лично | Соавторы                                                        | Лично  | Соавторы                                                    |
| ---------------- | --------------------------------------------------- | ----------------- | ------------------------------ | ----- | --------------------------------------------------------------- | ------ | ----------------------------------------------------------- |
| 2017             | «4419»                                              | Mixtape           | Stray Kids                     | Yes   | Бан Чан, Чханбин, Хан, Сынмин                                   | No     | No                                                          |
| 2018             | «Mixtape #1»                                        | I Am Not          | Stray Kids                     | Yes   | Ким Уджин, Бан Чан, Ли Ноу, Чханбин, Хан, Феликс, Сынмин, Ай Эн | No     | No                                                          |
| 2018             | «Mixtape #2»                                        | I Am Who          | Stray Kids                     | Yes   | Ким Уджин, Бан Чан, Ли Ноу, Чханбин, Хан, Феликс, Сынмин, Ай Эн | Yes    | Уджин, Бан Чан, Ли Ноу, Чханбин, Хан, Феликс, Сынмин, Ай Эн |
| 2018             | «You.»                                              | I Am You          | Stray Kids                     | Yes   | Чханбин, Ай Эн                                                  | Yes    | Чханбин, Хан, Ай Эн                                         |
| 2018             | «Mixtape #3»                                        | I Am You          | Stray Kids                     | Yes   | Уджин, Бан Чан, Ли Ноу, Чханбин, Хан, Феликс, Сынмин, Ай Эн     | Yes    | Уджин, Бан Чан, Ли Ноу, Чханбин, Хан, Феликс, Сынмин, Ай Эн |
| 2019             | «Mixtape #4»                                        | Clé 1: Miroh      | Stray Kids                     | Yes   | Уджин, Бан Чан, Ли Ноу, Чханбин, Хан, Феликс, Сынмин, Ай Эн     | Yes    | Уджин, Бан Чан, Ли Ноу, Чханбин, Хан, Феликс, Сынмин, Ай Эн |
| 2019             | «Mixtape #5»                                        | Clé: Levanter     | Stray Kids                     | Yes   | Бан Чан, Ли Ноу, Чханбин, Хан, Феликс, Сынмин, Ай Эн            | Yes    | Бан Чан, Ли Ноу, Чханбин, Хан, Феликс, Сынмин, Ай Эн        |
| 2020             | «Wow»                                               | In Life           | Ли Ноу, Хёнджин и Феликс       | Yes   | Ли Ноу, Феликс                                                  | No     | No                                                          |
| 2021             | «Red Lights» (кор. 강박)                            | Noeasy            | Бан Чан и Хёнджин              | Yes   | Бан Чан                                                         | Yes    | Бан Чан                                                     |
| 2021             | «Placebo»                                           | SKZ2021           | Stray Kids                     | Yes   | Бан Чан, Ли Ноу, Чханбин, Хан, Феликс, Сынмин, Ай Эн            | No     | No                                                          |
| 2021             | «Behind the Light» (кор. 그림자도 빛이 있어야 존재) | SKZ2021           | Stray Kids                     | Yes   | Бан Чан, Ли Ноу, Чханбин, Хан, Феликс, Сынмин, Ай Эн            | Yes    | Бан Чан, Ли Ноу, Чханбин, Хан, Феликс, Сынмин, Ай Эн        |
| 2021             | «For You»                                           | SKZ2021           | Stray Kids                     | Yes   | Бан Чан, Ли Ноу, Чханбин, Хан, Феликс, Сынмин, Ай Эн            | Yes    | Бан Чан, Ли Ноу, Чханбин, Хан, Феликс, Сынмин, Ай Эн        |
| 2021             | «Broken Compass»                                    | SKZ2021           | Stray Kids                     | Yes   | Бан Чан, Ли Ноу, Чханбин, Хан, Феликс, Сынмин, Ай Эн            | Yes    | Бан Чан, Ли Ноу, Чханбин, Хан, Феликс, Сынмин, Ай Эн        |
| 2021             | «Hoodie Season»                                     | SKZ2021           | Stray Kids                     | Yes   | Бан Чан, Ли Ноу, Чханбин, Хан, Феликс, Сынмин, Ай Эн            | Yes    | Бан Чан, Ли Ноу, Чханбин, Хан, Феликс, Сынмин, Ай Эн        |
| 2022             | «Muddy Water»                                       | Oddinary          | Чханбин, Хёнджин, Хан и Феликс | Yes   | Чханбин, Хан, Феликс                                            | Yes    | Чханбин, Хан, Феликс, Миллионбой                            |
| 2022             | «Taste»                                             | Maxident          | Ли Ноу, Хёнджин и Феликс       | Yes   | Ли Ноу, Феликс                                                  | Yes    | Ли Ноу, Феликс, Бан Чан                                     |
| 2022             | «Love Untold»                                       | SKZ-Replay        | Хёнджин                        | Yes   | н/д                                                             | Yes    | Бан Чан                                                     |
| 2022             | «Ice.Cream»                                         | SKZ-Replay        | Хёнджин                        | Yes   | н/д                                                             | Yes    | Бан Чан                                                     |
| 2022             | «#LoveStay»                                         | SKZ-Replay        | Stray Kids                     | Yes   | Феликс, Ай Эн                                                   | Yes    | Семи Ким                                                    |
| 2022             | «Miss You» (кор. 꼬마별)                            | SKZ-Replay        | Хёнджин                        | Yes   | н/д                                                             | Yes    | Буш                                                         |
| 2023             | «DLMLU»                                             | The Sound         | Stray Kids                     | Yes   | Yohei                                                           | Yes    | Бан Чан, Версачхой                                          |
| 2023             | «Cover Me»                                          | Rock-Star         | Stray Kids                     | Yes   | Бан Чан                                                         | Yes    | Бан Чан, Никко Ён                                           |
| 2023             | «Mic and Brush»                                     | Неальбомные песни | Хёнджин                        | Yes   | н/д                                                             | Yes    | Чхэ Ганхэ, Restart                                          |
| 2023             | «Contradicting»                                     | Неальбомные песни | Хёнджин                        | Yes   | н/д                                                             | Yes    | Бан Чан                                                     |
| 2023             | «Untitled»                                          | Неальбомные песни | Ай Эн с участием Хёнджина      | Yes   | Ай Эн                                                           | Yes    | Миллионбой, Никко Ён                                        |
| 2024             | «Long for You»                                      | Неальбомные песни | Хёнджин                        | Yes   | н/д                                                             | Yes    | Джоха                                                       |
| 2024             | «Hey You»                                           | Неальбомные песни | Хёнджин                        | Yes   | н/д                                                             | Yes    | Джоха                                                       |
| 2024             | «So Good»                                           | Hop               | Хёнджин                        | Yes   | н/д                                                             | Yes    | Джоха                                                       |
| 2024             | «Quill Pen»                                         | Неальбомная песня | Хёнджин                        | Yes   | н/д                                                             | Yes    | Джоха                                                       |
| 2025             | «Escape»                                            | Mixtape: Dominate | Бан Чан и Хёнджин              | Yes   | Бан Чан                                                         | Yes    | Бан Чан, Версачхой                                          |
| Всего — 29 песен |                                                     |                   |                                |       |                                                                 |        |                                                             |

## Видеография

### Музыкальные видеоклипы
| Название  | Год  | Альбом | Ссылка  |
| --------- | ---- | ------ | ------- |
| «So Good» | 2024 | Hop    | [ 113 ] |

## Фильмография

### Телевизионные программы
| Год  | Название   | Роль     | Источник |
| ---- | ---------- | -------- | -------- |
| 2017 | Stray Kids | Участник | [ 11 ]   |

### Веб-сериалы
| Год  | Название       | Роль           | Источник |
| ---- | -------------- | -------------- | -------- |
| 2019 | Восемнадцать 2 | Друг Чха Ахёна | [ 18 ]   |

### Ведущий
| Год       | Назавние         | Источник |
| --------- | ---------------- | -------- |
| 2019-2021 | Show! Music Core | [ 17 ]   |

### Комментарии
1. ↑  Альтернативное название «Mixtape #1» после перередакции.
2. ↑  Альтернативное название «Mixtape #2» после перередакции.
3. ↑  Альтернативное название «Mixtape #3» после перередакции.
4. ↑  Альтернативное название «Mixtape #4» после перередакции.
5. ↑  Альтернативное название «Mixtape #5» после перередакции.